# Оноприенко, Филипп Петрович
Оноприенко Филипп Петрович (15 февраля 1919, посёлок  Петровский, Самарская губерния — 5 марта 2005, Кубинка, Московская область) — советский лётчик, кавалер шести орденов Красной Звезды, Заслуженный военный лётчик СССР, полковник.

## Биография
Родился 15 февраля 1919 года в поселке Петровский (ныне — Краснопартизанский район Саратовской области) в крестьянской семье.
Окончил 7 классов средней школы.
В 1937 году закончил Балаковский аэроклуб.
В 1937—1938 годах служил инструктором в Вольской высшей технической школе.
В 1938 году поступил в авиационное училище в городе Энгельсе (Саратовская область), которое закончил в 1940 году на самолёте И-15.
В 1940—1945 годах служил инструктором в Армавирском запасном авиационном полку. Освоил высший пилотаж и боевое применение самолётов Як-1, Як-7, Як-9, Ла-5, Ла-7. Выполнил 4 полета на трофейном «Мессершмитт» Ме-109.
Осенью 1941 года Филипп Оноприенко два месяца служил в истребительной авиации ПВО в районе Курска на самолёте И-16. При перехвате немецкого разведчика Ю-88 в коротком бою сбил его. За этот период совершил несколько боевых вылетов и сбил ещё один самолёт противника. Однако оба сбитых самолёта не были засчитаны как «неподтвержденные».
После окончания войны Ф. П. Оноприенко был переведен в 176-й гвардейский иап (аэродром Теплый Стан)ВВС Московского военного округа . После направления полка в Корею был переведен в 234 иап, в котором прослужил до 1954 года. Принимал участие в воздушных парадах над Москвой. Во время службы в 176-м гвардейском и 234-м истребительных авиаполках прошёл путь от командира звена до заместителя командира полка. Летал на самолётах Ла-7, Ла-9, Як-15, Як-17, МиГ-15.
В 1954 году подполковник Оноприенко был назначен командиром 32 гвиап, которым командовал до 1959 года. Летал на МиГ-17, МиГ-19, МиГ-21.
В 1960—1969 годах — заместитель командира 9 иад (аэродром Кубинка) по боевой подготовке ВВС Московского военного округа. 
В 1969—1971 годах был командирован в Судан в качестве военного советника. Отвечал за переучивание и освоение суданскими лётчиками самолета МиГ-21. Неоднократно демонстрировал одиночный высший пилотаж на МиГ-21, а также полет в составе «ромба».
Полковник Филипп Петрович Оноприенко демобилизовался из Вооруженных Сил в 1972 году.
Жил в Кубинке.

Вспоминает В. В. Шарков: «Полковник Ф. П. Оноприенко отличался невозмутимостью, никогда, ни при каких обстоятельствах, не повышал голос. Говорил всегда тихо и монотонно. В его словах всегда скользил юмор и недоговорки (догадывайтесь, мол, сами), что у незнакомого с ним человека вызывало недоумение. А на самом деле Филипп Петрович был целеустремленным, справедливым человеком и командиром. В возрасте 84 лет он два раза в неделю ходил зимой на лыжах и до 60 лет крутил на перекладине „солнце“, подавая пример молодым».

Умер 5 марта 2005 года.

## Награды
- орден Ленина (04.06.1955)
- два ордена Красного Знамени (25.07.1949, 01.09.1953)
- орден Отечественной войны 2-й степени (06.04.1985)
- шесть орденов Красной Звезды (21.02.1945; 24.06.1948; 31.07.1948; 29.04.1954; 30.12.1956; 31.07.1961)
- Медали, в том числе:
  - Медаль «За боевые заслуги» (20.06.1949)
  - Медаль Жукова
  - Юбилейная медаль «За воинскую доблесть. В ознаменование 100-летия со дня рождения Владимира Ильича Ленина»
  - Медаль «За победу над Германией в Великой Отечественной войне 1941—1945 гг.»
  - Юбилейная медаль «Двадцать лет Победы в Великой Отечественной войне 1941—1945 гг.»
  - Юбилейная медаль «Тридцать лет Победы в Великой Отечественной войне 1941—1945 гг.»
  - Юбилейная медаль «Сорок лет Победы в Великой Отечественной войне 1941—1945 гг.»
  - Юбилейная медаль «50 лет Победы в Великой Отечественной войне 1941—1945 гг.»
  - Юбилейная медаль «60 лет Победы в Великой Отечественной войне 1941—1945 гг.»
  - Медаль «В память 850-летия Москвы»
  - Медаль «Ветеран Вооружённых Сил СССР»
  - Юбилейная медаль «50 лет Вооружённых Сил СССР»
  - Юбилейная медаль «60 лет Вооружённых Сил СССР»
  - Юбилейная медаль «70 лет Вооружённых Сил СССР»
  - Медаль «За безупречную службу» 1-й степени

## Почётные звания
- Заслуженный военный лётчик СССР (1967)
- Мастер спорта СССР